# Simfonia núm. 12 (Mozart)
La Simfonia núm. 12 en sol major, K. 110 (K. 75b), és una composició de Wolfgang Amadeus Mozart acabada a Salzburg l'estiu de 1771. Aparentment, sembla que la simfonia formava part del material que preparà per al segon viatge a Itàlia de Mozart, que tindria lloc entre agost i desembre de 1771. És possible que aquesta simfonia fos interpretada per primera vegada en un concert a Milà, el 22 o 23 de novembre de 1771. En aquest concert va poder haver-se interpretat també l'estrena de la Simfonia núm. 13.
La composició està instrumentada per a dos oboès, dues trompes, dues flautes, dos fagots, corda i baix continu. Consta dels següents moviments:
1. Allegro, en compàs 3/4.
2. Andante, en compàs 2/2.
3. Menuetto & Trio, en compàs 3/4.
4. Allegro, en compàs 2/4.

Comença amb un allegro representava el moviment més llarg compost per Mozart fins aquell moment. El minuet presenta un cànon entre els instruments de corda aguts i greus, realitzat a un interval d'octava. Mozart va aprendre aviat aquesta tècnica que s'observa a la Simfonia núm. 23 de Joseph Haydn, una obra del 1764 que també està en sol major.